# Leptolepia novae-zelandiae
Leptolepia novae-zealandiae là một loài thực vật có mạch trong họ Dennstaedtiaceae. Loài này được (Colenso) Mett. ex Diels miêu tả khoa học đầu tiên năm 1899.